# 系統思維
系統思維是一種協助人們從宏觀角度了解系統的思維方式，包括事物的整體結構、模式及週期。相對於笛卡兒等人的還原論、哲學分析，它傾向整體主義，因為它著重於整體及其各部分之間的關係。